# 알레산드로 프리지오시

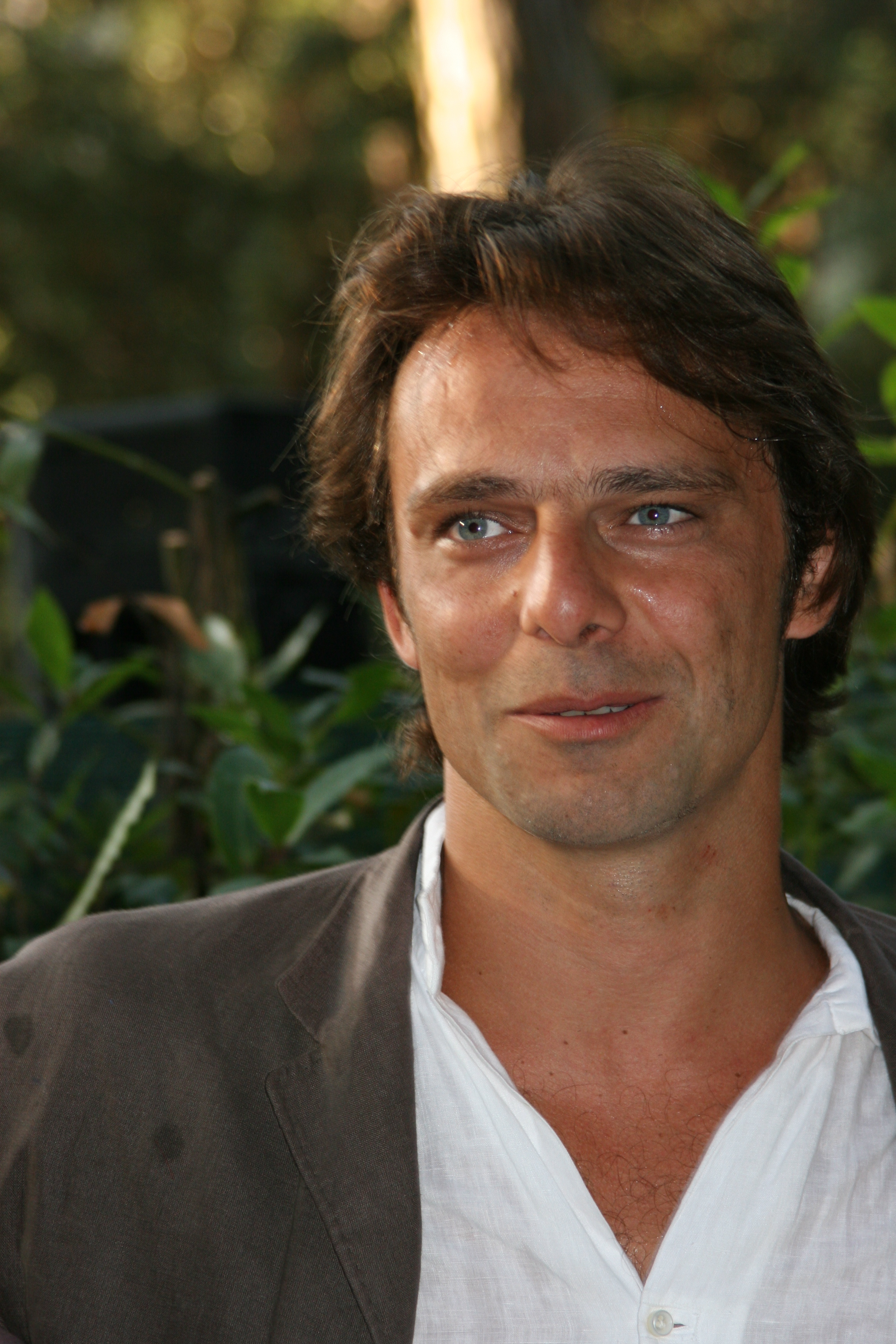

알레산드로 프리지오시(Alessandro Preziosi, 1973년 4월 19일 ~ )는 이탈리아의 연극 배우, 영화배우, 텔레비전 배우이다.
나폴리에서 태어났다.

## 영화
- 사랑 에세이 (2018년)
- 리베리 디 쉐리에레 (2018년)
- 로스트 인 플로렌스 (2017년)
- 어나더 우먼스 페이스 (2012년)
- 캔톤 가족 대소동 (2010년)
- 남자대여자: 섹스가 문제다 (2010년) - 디에고 역
- 블러드 오브 더 루저스 (2008년)
- 종달새 농장 (2007년)
- 총독 (2007년)